# 洛姆 (捷克)

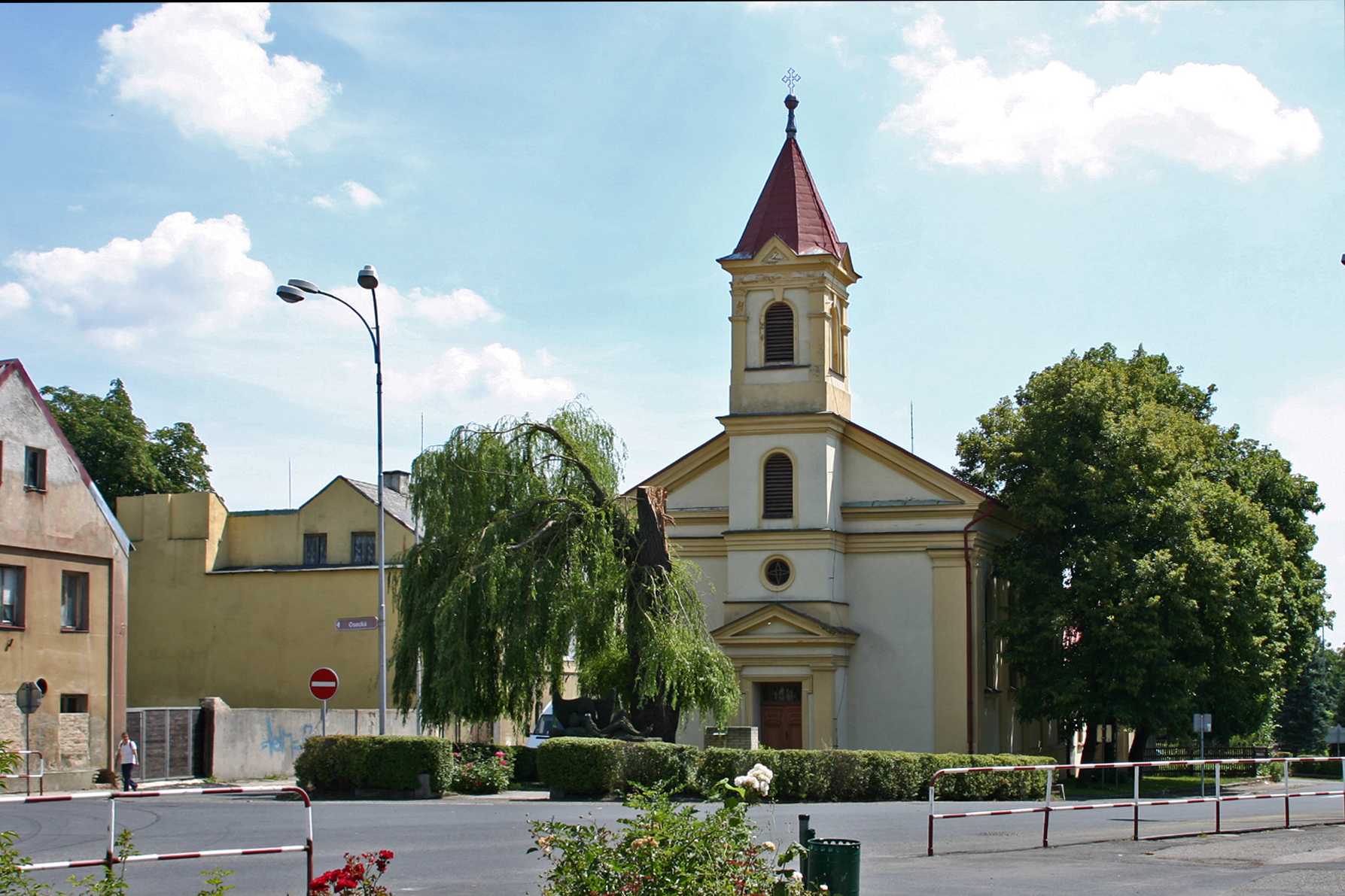

洛姆是捷克的城鎮，位於該國西北部，距離利特威諾夫2公里，由烏斯季州負責管轄，始建於十二世紀晚期，面積16.8平方公里，海拔高度294米，該地區自新石器時代有人類居住，2006年人口3,764。

## 外部連結
- Municipal website （页面存档备份，存于）